# Live + Direct
Live + Direct es un álbum en vivo del grupo inglés de rock progresivo Renaissance, editado en el año 2002.
Este directo recoge material de principios de los años setenta, cuando la primera formación de Renaissance se presentó en Fillmore West, San Francisco; en la única gira que la agrupación dio en Estados Unidos por aquellos años.
Asimismo, se incluyen algunos demos inéditos que no habían sido publicados anteriormente.

## Lista de canciones
1. Innocence (live)
2. Wanderer (live)
3. No Name Raga (live)
4. Bullet (live)
5. Statues 
6. Id Love To Love You Till Tomorrow
7. Please Be Home
8. Try Believing

## Integrantes
- Jim McCarty - batería, vocales (pistas 1 - 5, 7, 8)
- Keith Relf - guitarras, vocales (pistas 1 - 6, 8)
- Jane Relf - vocales (pistas 1 - 7)
- John Hawken - piano (pistas 1 - 5, 7)
- Louis Cennamo - bajo (pistas 1 - 5, 7)